# John Edwards Holbrook
John Edwards Holbrook est un zoologiste américain, né le 30 décembre 1794 à Beaufort en Caroline du Sud et mort le 8 septembre 1871 à North Wrentham, près de Norfolk dans le Massachusetts.

## Biographie
Il fait des études de médecine à l'université Brown et à l'université d'État de Pennsylvanie où il obtient son titre de docteur en 1818. Il pratique un temps à Boston avant de partir en 1819 à l'université d'Édimbourg pour compléter sa formation de médecin.
Il séjourne aussi à Paris où il se lie d'amitié avec les grands naturalistes français comme Georges Cuvier (1769-1832), André Marie Constant Duméril (1774-1860), Gabriel Bibron (1806-1848) et Achille Valenciennes (1794-1865), personnalités qui auront une grande influence sur son œuvre.
Il retourne aux États-Unis en 1822 et ouvre un cabinet à Charleston en Caroline du Sud. En 1824, il devient professeur-adjoint d'anatomie à l'École de médecine de Caroline du Sud dont il est l'un des créateurs. Durant la guerre civile américaine, il officie, malgré son âge, comme chirurgien au sein de l'armée confédérée.
À la fin de la guerre, il abandonne la recherche scientifique, notamment parce qu'il perd ses collections et ses manuscrits lors du sac de Charleston par les troupes nordistes.
Il publie de nombreux ouvrages importants sur les poissons de son pays : Southern Ichthyology (1847) et Ichthyology of South Carolina (1857).
Dans le domaine de l'herpétologie, il fait paraître entre 1836 et 1840, North American Herpetology (qui connaît une réédition augmentée en 1842). Il y décrit toutes les espèces des États-Unis connues à son époque, la plupart se trouvant à l'est du Mississippi. L'importance de cet ouvrage, notamment pour la clarification taxinomique qu'il apporte fait considérer Holbrook comme le père de l'herpétologie américaine.
L'illustration joue un grand rôle dans l'importance de l'œuvre. Holbrook emploie au moins 17 artistes différents et les animaux sont dessinés, autant que possible, d'après des spécimens vivants.
Il est élu en 1868 à la National Academy of Sciences en reconnaissance pour ses travaux en herpétologie et en ichtyologie.